# Danmark i olympiska sommarspelen 2012
Danmark deltog vid de olympiska sommarspelen 2012 i London, Storbritannien, som arrangerades mellan den 27 juli och den 12 augusti 2012.

## Medaljörer
| Medalj | Namn                                                        | Sport     | Gren                              |
| ------ | ----------------------------------------------------------- | --------- | --------------------------------- |
| Guld   | Rasmus Quist Mads Rasmussen                                 | Rodd      | Herrarnas lättvikts-dubbelsculler |
| Guld   | Lasse Norman Hansen Mads Rasmussen                          | Cykling   | Herrarnas omnium                  |
| Silver | Anders Golding                                              | Skytte    | Herrarnas skeet                   |
| Silver | Fie Udby Erichsen                                           | Rodd      | Damernas singelsculler            |
| Silver | Jonas Høgh-Christensen                                      | Segling   | Herrarnas finnjolle               |
| Silver | Mathias Boe Carsten Mogensen                                | Badminton | Herrdubbel                        |
| Brons  | Kasper Winther Morten Jørgensen Jacob Barsoe Eskild Ebbesen | Rodd      | Herrarnas lättviktsfyra           |
| Brons  | Joachim Fischer Nielsen Christinna Pedersen                 | Badminton | Mixeddubbel                       |
| Brons  | Peter Lang Allan Nørregaard                                 | Segling   | 49er                              |

## Badminton
- Herrar

| Spelare                          | Gren       | Gruppnivå                           | Gruppnivå                                    | Gruppnivå                            | Gruppnivå | Eliminering                      | Kvartsfinal                             | Semifinal                                          | Final / brons                         | Final / brons    |
| Spelare                          | Gren       | Motståndare Poäng                   | Motståndare Poäng                            | Motståndare Poäng                    | Placering | Motståndare Poäng                | Motståndare Poäng                       | Motståndare Poäng                                  | Motståndare Poäng                     | Placering        |
| -------------------------------- | ---------- | ----------------------------------- | -------------------------------------------- | ------------------------------------ | --------- | -------------------------------- | --------------------------------------- | -------------------------------------------------- | ------------------------------------- | ---------------- |
| Peter Gade (5)                   | Herrsingel | Martins (POR) W 21–14, 21–8         | i.u.                                         | i.u.                                 | 1 Q       | Son W-h (KOR) (13) W 21–9, 21–16 | Chen L (CHN) (3) L 16–21, 13–21         | Gick inte vidare                                   | Gick inte vidare                      | Gick inte vidare |
| Jan Østergaard Jørgensen (12)    | Herrsingel | Zilberman (ISR) W 21–13, 21–12      | Wong (SIN) W 21–17, 21–14                    | i.u.                                 | 1 Q       | Lee H-i (KOR) (7) L 17–21, 13–21 | Gick inte vidare                        | Gick inte vidare                                   | Gick inte vidare                      | Gick inte vidare |
| Mathias Boe Carsten Mogensen (3) | Herrdubbel | James / Viljoen (RSA) W 21–6, 21–12 | Ivanov / Sozonov (RUS) W 16–21, 21–19, 21–14 | Chai B / Guo Zd (CHN) W 21–14, 21–19 | 1 Q       | i.u.                             | Fang C-m / Lee S-m (TPE) W 21–16, 21–18 | Jung J-s / Lee Y-d (KOR) (2) W 17–21, 21–18, 22–20 | Cai Y / Fu H (CHN) (1) L 16–21, 15–21 | 2                |

- Damer

| Spelare                                 | Gren      | Gruppnivå                                    | Gruppnivå                                      | Gruppnivå                                 | Gruppnivå | Eliminering             | Kvartsfinal                              | Semifinal         | Final / brons     | Final / brons    |
| Spelare                                 | Gren      | Motståndare Poäng                            | Motståndare Poäng                              | Motståndare Poäng                         | Placering | Motståndare Poäng       | Motståndare Poäng                        | Motståndare Poäng | Motståndare Poäng | Placering        |
| --------------------------------------- | --------- | -------------------------------------------- | ---------------------------------------------- | ----------------------------------------- | --------- | ----------------------- | ---------------------------------------- | ----------------- | ----------------- | ---------------- |
| Tine Baun (5)                           | Damsingel | Augustyn (POL) W 21–11, 21–6                 | Prokopenko (RUS) W 19–21, 21–15, 21–16         | i.u.                                      | 1 Q       | Sato (JPN) (12) W 14–15 | Nehwal (IND) (4) L 15–21, 20–22          | Gick inte vidare  | Gick inte vidare  | Gick inte vidare |
| Kamilla Rytter Juhl Christinna Pedersen | Damdubbel | Maeda / Suetsuna (JPN) L 21–18, 14–21, 17–21 | Poon L Y / Tse Y S (HKG) W 21–13, 14–21, 21–18 | Tian Q / Zhao Yl (CHN) (2) W 22–20, 21–12 | 1 Q       | i.u.                    | Fujii / Kakiiwa (JPN) (4) L 20–22, 10–21 | Gick inte vidare  | Gick inte vidare  | Gick inte vidare |

- Mixed

| Spelare                                         | Gren        | Gruppnivå                         | Gruppnivå                                         | Gruppnivå                               | Gruppnivå | Eliminering                                     | Kvartsfinal                                       | Semifinal                               | Final / brons     | Final / brons |
| Spelare                                         | Gren        | Motståndare Poäng                 | Motståndare Poäng                                 | Motståndare Poäng                       | Placering | Motståndare Poäng                               | Motståndare Poäng                                 | Motståndare Poäng                       | Motståndare Poäng | Placering     |
| ----------------------------------------------- | ----------- | --------------------------------- | ------------------------------------------------- | --------------------------------------- | --------- | ----------------------------------------------- | ------------------------------------------------- | --------------------------------------- | ----------------- | ------------- |
| Kamilla Rytter Juhl Thomas Laybourn             | Mixeddubbel | Diju / Gutta (IND) W 21–12, 21–16 | Lee Y-d / Ha J-e (KOR) W 21–15, 21–11             | Ahmad / Natsir (INA) (3) L 22–24, 16–21 | 2 Q       | Zhang N / Zhao Yl (CHN) (1) L 13–21, 17–21      | Gick inte vidare                                  | Gick inte vidare                        | Gick inte vidare  |               |
| Joachim Fischer Nielsen Christinna Pedersen (4) | Mixeddubbel | T Ng / G Gao (CAN) W 21–12, 21–11 | Mateusiak / Kostiuczyk (POL) W 21–9, 14–21, 21–17 | Ikeda / Shiota (JPN) W 21–11, 21–10     | 1 Q       | Prapakamol / Thungthongkam (THA) W 21–15, 21–13 | Zhang N / Zhao Yl (CHN) (1) L 21–17, 17–21, 19–21 | Ahmad / Natsir (INA) (3) W 21–12, 21–12 | 3                 |               |

## Bordtennis
En dansk bordtennisspelare har kvalificerat sig.
- Singel, herrar - Michael Maze

| Spelare       | Gren       | Inledande omgång     | Runda 1                 | Runda 2              | Runda 3              | Runda 4              | Kvartsfinal           | Semifinal            | Final                | Final            |                  |
| Spelare       | Gren       | Motståndare Resultat | Motståndare Resultat    | Motståndare Resultat | Motståndare Resultat | Motståndare Resultat | Motståndare Resultat  | Motståndare Resultat | Motståndare Resultat | Placering        |                  |
| ------------- | ---------- | -------------------- | ----------------------- | -------------------- | -------------------- | -------------------- | --------------------- | -------------------- | -------------------- | ---------------- | ---------------- |
| Allan Bentsen | Herrsingel | BYE                  | Zwickl (HUN) L 1–4      | Gick inte vidare     | Gick inte vidare     | Gick inte vidare     | Gick inte vidare      | Gick inte vidare     | Gick inte vidare     | Gick inte vidare |                  |
| Michael Maze  | Herrsingel | BYE                  | BYE                     | BYE                  | Kreanga (GRE) W 4–1  | Mizutani (JPN) W 4–0 | Ovtcharov (GER) L 3–4 | Gick inte vidare     | Gick inte vidare     | Gick inte vidare | Gick inte vidare |
| Mie Skov      | Damsingel  | BYE                  | El-Dawlatly (EGY) W 4–0 | Partyka (POL) L 3–4  | Gick inte vidare     | Gick inte vidare     | Gick inte vidare      | Gick inte vidare     | Gick inte vidare     | Gick inte vidare |                  |

## Boxning
Herrar
| Boxare        | Gren       | Sextondelsfinal      | Åttondelsfinal       | Kvartsfinal          | Semifinal            | Final                | Final            |
| Boxare        | Gren       | Motståndare Resultat | Motståndare Resultat | Motståndare Resultat | Motståndare Resultat | Motståndare Resultat | Placering        |
| ------------- | ---------- | -------------------- | -------------------- | -------------------- | -------------------- | -------------------- | ---------------- |
| Dennis Ceylan | Bantamvikt | Nevin (IRL) L 6–21   | Gick inte vidare     | Gick inte vidare     | Gick inte vidare     | Gick inte vidare     | Gick inte vidare |

## Brottning
Herrar, grekisk-romersk stil
| Brottare     | Gren   | Kvalomgång           | Åttondelsfinal       | Kvartsfinal          | Semifinal            | Återkval 1           | Återkval 2           | Final / brons         | Final / brons |
| Brottare     | Gren   | Motståndare Resultat | Motståndare Resultat | Motståndare Resultat | Motståndare Resultat | Motståndare Resultat | Motståndare Resultat | Motståndare Resultat  | Placering     |
| ------------ | ------ | -------------------- | -------------------- | -------------------- | -------------------- | -------------------- | -------------------- | --------------------- | ------------- |
| Håkan Nyblom | -55 kg | BYE                  | Fajari (MAR) W 3–0   | Hasegawa (JPN) W 3–0 | Sourian (IRI) L 0–3  | BYE                  | BYE                  | Módos (HUN) L 1–3     | 5             |
| Mark Madsen  | -74 kg | BYE                  | Vlasov (RUS) L 1–3   | Did not advance      | Did not advance      | BYE                  | Guenot (FRA) W 3–1   | Kazakevič (LTU) L 0–3 | 5             |

## Bågskytte
De danska damerna har kvalificerat ett lag med 3 deltagare vid Bågskytte-VM 2011. 
- Damer, individuellt - 3 kvotplatser
- Damer, lag - 1 lag med 3 bågskyttar

Damer
| Bågskytt                                      | Gren                  | Ranking-runda | Ranking-runda | 32-delsfinal             | Sextondelsfinal         | Åttondelsfinal          | Kvartsfinal        | Semifinal         | Final             | Final            |
| Bågskytt                                      | Gren                  | Poäng         | Seedning      | Motståndare Poäng        | Motståndare Poäng       | Motståndare Poäng       | Motståndare Poäng  | Motståndare Poäng | Motståndare Poäng | Placering        |
| --------------------------------------------- | --------------------- | ------------- | ------------- | ------------------------ | ----------------------- | ----------------------- | ------------------ | ----------------- | ----------------- | ---------------- |
| Carina Christiansen                           | Damernas individuella | 663           | 7             | Barnard (AUS) (58) W 7–3 | Le C-y (TPE) (39) W 6–4 | Avitia (MEX) (10) L 2–6 | Gick inte vidare   | Gick inte vidare  | Gick inte vidare  | Gick inte vidare |
| Maja Jager                                    | Damernas individuella | 642           | 35            | Richter (GER) (30) L 5–6 | Gick inte vidare        | Gick inte vidare        | Gick inte vidare   | Gick inte vidare  | Gick inte vidare  | Gick inte vidare |
| Louise Laursen                                | Damernas individuella | 641           | 36            | Beaudet (CAN) (29) W 7–3 | Lorig (USA) (4) L 4–6   | Gick inte vidare        | Gick inte vidare   | Gick inte vidare  | Gick inte vidare  | Gick inte vidare |
| Carina Christiansen Maja Jager Louise Laursen | Damernas lagtävling   | 1946          | 8             | i.u.                     | i.u.                    | Indien W 211–210        | Sydkorea L 195–206 | Gick inte vidare  | Gick inte vidare  | Gick inte vidare |

## Cykling
Än så länge har Danmark kvalificerat cyklister i följande grenar

### Landsväg
Herrar
| Cyklist        | Gren                | Tid      | Placering |
| -------------- | ------------------- | -------- | --------- |
| Lars Bak       | Herrarnas linjelopp | 5:46:37  | 71        |
| Lars Bak       | Herrarnas tempolopp | 54:33.21 | 14        |
| Matti Breschel | Herrarnas linjelopp | 5:46:37  | 42        |
| Jakob Fuglsang | Herrarnas linjelopp | 5:46:05  | 12        |
| Jakob Fuglsang | Herrarnas tempolopp | 54:34.49 | 15        |
| Nicki Sørensen | Herrarnas linjelopp | 5:46:37  | 57        |

### Bana
Förföljelse
| Cyklist                                                                                   | Gren                     | Kval     | Kval      | Semifinaler               | Semifinaler | Final                | Final     |
| Cyklist                                                                                   | Gren                     | Tid      | Placering | Motståndare Resultat      | Placering   | Motståndare Resultat | Placering |
| ----------------------------------------------------------------------------------------- | ------------------------ | -------- | --------- | ------------------------- | ----------- | -------------------- | --------- |
| Casper Folsach Lasse Norman Hansen* Michael Mørkøv Rasmus Quaade Mathias Møller Nielsen** | Herrarnas lagförföljelse | 3:58.298 | 4 Q       | Storbritannien L 3:57.396 | 5           | Spanien W 4:02.671   | 5         |

Omnium
| Cyklist             | Gren             | Flygande varv | Flygande varv | Poänglopp | Poänglopp | Elimineringslopp | Individuell förföljelse | Individuell förföljelse | Scratch   | Tidskval | Tidskval  | Totalpoäng | Placering |
| Cyklist             | Gren             | Tid           | Placering     | Poäng     | Placering | Placering        | Tid                     | Placering               | Placering | Tid      | Placering | Totalpoäng | Placering |
| ------------------- | ---------------- | ------------- | ------------- | --------- | --------- | ---------------- | ----------------------- | ----------------------- | --------- | -------- | --------- | ---------- | --------- |
| Lasse Norman Hansen | Herrarnas omnium | 13.236        | 4             | 59        | 2         | 12               | 4:20.674                | 1                       | 6         | 1:02.314 | 2         | 27         | 1         |

### Mountainbike
| Cyklist        | Gren                 | Tid | Placering |
| -------------- | -------------------- | --- | --------- |
| Annika Langvad | Damernas terränglopp | DNS | DNS       |

### BMX
| Cyklist            | Gren          | Seedning | Seedning  | Kvartsfinal | Kvartsfinal | Semifinal        | Semifinal        | Final            | Final            |
| Cyklist            | Gren          | Resultat | Placering | Poäng       | Placering   | Poäng            | Placering        | Resultat         | Placering        |
| ------------------ | ------------- | -------- | --------- | ----------- | ----------- | ---------------- | ---------------- | ---------------- | ---------------- |
| Morten Therkildsen | Herrarnas BMX | 39.378   | 25        | 20          | 5           | Gick inte vidare | Gick inte vidare | Gick inte vidare | Gick inte vidare |

## Friidrott
Tre idrottare (eller fler) uppnådde A-standarden
- Ingen

Två idrottare uppnådde A-standarden
- Ingen

En idrottare uppnådde A-standarden
- 400 meter, herrar

En idrottare (eller fler) uppnådde B-standarden
- Maraton, herrar
- Tresteg, herrar
- Kulstötning, herrar
- Maraton, damer
- 400 meter Häck, damer

Förkortningar
- Notera – Placeringar gäller endast den tävlandes eget heat
- Q = Kvalificerade sig till nästa omgång via placering
- q = Kvalificerade sig på tid eller, i fältgrenarna, på placering utan att ha nått kvalgränsen
- NR = Nationellt rekord
- N/A = Omgången inte möjlig i grenen
- Bye = Idrottaren behövde inte delta i omgången

Herrar
Bana och väg
| Idrottare        | Gren    | Heat     | Heat      | Semifinal        | Semifinal        | Final            | Final            |
| Idrottare        | Gren    | Resultat | Placering | Resultat         | Placering        | Resultat         | Placering        |
| ---------------- | ------- | -------- | --------- | ---------------- | ---------------- | ---------------- | ---------------- |
| Andreas Bube     | 800 m   | 1:46.40  | 6         | Gick inte vidare | Gick inte vidare | Gick inte vidare | Gick inte vidare |
| Jesper Faurschou | Maraton | i.u.     | i.u.      | i.u.             | i.u.             | 2:18:44          | 41               |

Fältgrenar
| Idrottare       | Gren        | Kval  | Kval      | Final            | Final            |
| Idrottare       | Gren        | Längd | Placering | Längd            | Placering        |
| --------------- | ----------- | ----- | --------- | ---------------- | ---------------- |
| Kim Christensen | Kulstötning | 19.13 | 28        | Gick inte vidare | Gick inte vidare |

Damer
Bana och väg
| Idrottare           | Event      | Heat     | Heat      | Semifinal | Semifinal | Final            | Final            |
| Idrottare           | Event      | Resultat | Placering | Resultat  | Placering | Resultat         | Placering        |
| ------------------- | ---------- | -------- | --------- | --------- | --------- | ---------------- | ---------------- |
| Sara Slott Petersen | 400 m häck | 56.01    | 6 q       | 56.21     | 6         | Gick inte vidare | Gick inte vidare |
| Jessica Draskau     | Maraton    | i.u.     | i.u.      | i.u.      | i.u.      | 2:31:43          | 40               |

Fältgrenar
| Idrottare           | Gren     | Kval  | Kval      | Final            | Final            |
| Idrottare           | Gren     | Längd | Placering | Längd            | Placering        |
| ------------------- | -------- | ----- | --------- | ---------------- | ---------------- |
| Caroline Bonde Holm | Stavhopp | NM    | —         | Gick inte vidare | Gick inte vidare |

## Gymnastik
- Huvudartikel: Gymnastik vid olympiska sommarspelen 2012

### Trampolin
| Idrottare    | Gren   | Kval    | Kval      | Final            | Final            |
| Idrottare    | Gren   | Poäng   | Placering | Poäng            | Placering        |
| ------------ | ------ | ------- | --------- | ---------------- | ---------------- |
| Peter Jensen | Herrar | 104.695 | 10        | Gick inte vidare | Gick inte vidare |

## Handboll
Damer
| \| \| Pos. \| Namn \| Ålder \| \| Klubb \| \| \| ---- \| ------------------------------- \| ------------------ \| \| ----------------------- \| \| \| MV \| Karin Mortensen (DEN) \| 34 år (1977-09-26) \| \| FIF Håndbold \| \| \| MV \| Christina Nimand Pedersen (DEN) \| 29 år (1982-12-15) \| \| FIF Håndbold \| \| \| MS \| Mette Melgaard (DEN) \| 32 år (1980-06-03) \| \| Randers HK \| \| \| MS \| Susan Thorsgaard (DEN) \| 23 år (1988-10-13) \| \| FC Midtjylland Håndbold \| \| \| HN \| Camilla Dalby (DEN) \| 24 år (1988-05-15) \| \| Randers HK \| \| \| MN \| Christina Krogshede (DEN) \| 30 år (1981-11-04) \| \| FIF Håndbold \| \| \| MS \| Marianne Bonde (DEN) \| 28 år (1984-06-25) \| \| FIF Håndbold \| \| \| VN \| Pernille Larsen (DEN) \| 27 år (1984-09-06) \| \| Viborg HK \| \| \| HN \| Line Jørgensen (DEN) \| 22 år (1989-12-31) \| \| FC Midtjylland Håndbold \| \| \| VN \| Trine Troelsen (DEN) \| 27 år (1985-05-02) \| \| FC Midtjylland Håndbold \| \| \| VS \| Ann Grete Nørgaard (DEN) \| 28 år (1983-09-15) \| \| Team Tvis Holstebro \| \| \| MN \| Berit Kristensen (DEN) \| 28 år (1983-08-02) \| \| Randers HK \| \| \| VN \| Rikke Skov (DEN) \| 31 år (1980-09-07) \| \| Viborg HK \| \| \| HN \| Louise Burgaard (DEN) \| 19 år (1992-10-17) \| \| Team Tvis Holstebro \| | Förbundskapten: Jan Pytlick                                                                                       |                                 |                    |         |                         |
| \| \| Pos. \| Namn \| Ålder \| \| Klubb \| \| \| ---- \| ------------------------------- \| ------------------ \| \| ----------------------- \| \| \| MV \| Karin Mortensen (DEN) \| 34 år (1977-09-26) \| \| FIF Håndbold \| \| \| MV \| Christina Nimand Pedersen (DEN) \| 29 år (1982-12-15) \| \| FIF Håndbold \| \| \| MS \| Mette Melgaard (DEN) \| 32 år (1980-06-03) \| \| Randers HK \| \| \| MS \| Susan Thorsgaard (DEN) \| 23 år (1988-10-13) \| \| FC Midtjylland Håndbold \| \| \| HN \| Camilla Dalby (DEN) \| 24 år (1988-05-15) \| \| Randers HK \| \| \| MN \| Christina Krogshede (DEN) \| 30 år (1981-11-04) \| \| FIF Håndbold \| \| \| MS \| Marianne Bonde (DEN) \| 28 år (1984-06-25) \| \| FIF Håndbold \| \| \| VN \| Pernille Larsen (DEN) \| 27 år (1984-09-06) \| \| Viborg HK \| \| \| HN \| Line Jørgensen (DEN) \| 22 år (1989-12-31) \| \| FC Midtjylland Håndbold \| \| \| VN \| Trine Troelsen (DEN) \| 27 år (1985-05-02) \| \| FC Midtjylland Håndbold \| \| \| VS \| Ann Grete Nørgaard (DEN) \| 28 år (1983-09-15) \| \| Team Tvis Holstebro \| \| \| MN \| Berit Kristensen (DEN) \| 28 år (1983-08-02) \| \| Randers HK \| \| \| VN \| Rikke Skov (DEN) \| 31 år (1980-09-07) \| \| Viborg HK \| \| \| HN \| Louise Burgaard (DEN) \| 19 år (1992-10-17) \| \| Team Tvis Holstebro \| | Positioner: MV - Målvakt VS - Vänstersexa VN - Vänsternia MS - Mittsexa MN - Mittnia HS - Högersexa HN - Högernia |                                 |                    |         |                         |
| \| \| Pos. \| Namn \| Ålder \| \| Klubb \| \| \| ---- \| ------------------------------- \| ------------------ \| \| ----------------------- \| \| \| MV \| Karin Mortensen (DEN) \| 34 år (1977-09-26) \| \| FIF Håndbold \| \| \| MV \| Christina Nimand Pedersen (DEN) \| 29 år (1982-12-15) \| \| FIF Håndbold \| \| \| MS \| Mette Melgaard (DEN) \| 32 år (1980-06-03) \| \| Randers HK \| \| \| MS \| Susan Thorsgaard (DEN) \| 23 år (1988-10-13) \| \| FC Midtjylland Håndbold \| \| \| HN \| Camilla Dalby (DEN) \| 24 år (1988-05-15) \| \| Randers HK \| \| \| MN \| Christina Krogshede (DEN) \| 30 år (1981-11-04) \| \| FIF Håndbold \| \| \| MS \| Marianne Bonde (DEN) \| 28 år (1984-06-25) \| \| FIF Håndbold \| \| \| VN \| Pernille Larsen (DEN) \| 27 år (1984-09-06) \| \| Viborg HK \| \| \| HN \| Line Jørgensen (DEN) \| 22 år (1989-12-31) \| \| FC Midtjylland Håndbold \| \| \| VN \| Trine Troelsen (DEN) \| 27 år (1985-05-02) \| \| FC Midtjylland Håndbold \| \| \| VS \| Ann Grete Nørgaard (DEN) \| 28 år (1983-09-15) \| \| Team Tvis Holstebro \| \| \| MN \| Berit Kristensen (DEN) \| 28 år (1983-08-02) \| \| Randers HK \| \| \| VN \| Rikke Skov (DEN) \| 31 år (1980-09-07) \| \| Viborg HK \| \| \| HN \| Louise Burgaard (DEN) \| 19 år (1992-10-17) \| \| Team Tvis Holstebro \| | Spelarnas åldrar och klubb per 27 juli 2012.                                                                      |                                 |                    |         |                         |
| | Pos. | Namn                            | Ålder              |         | Klubb                   |
| | MV | Karin Mortensen (DEN)           | 34 år (1977-09-26) | Danmark | FIF Håndbold            |
| | MV | Christina Nimand Pedersen (DEN) | 29 år (1982-12-15) | Danmark | FIF Håndbold            |
| | MS | Mette Melgaard (DEN)            | 32 år (1980-06-03) | Danmark | Randers HK              |
| | MS | Susan Thorsgaard (DEN)          | 23 år (1988-10-13) | Danmark | FC Midtjylland Håndbold |
| | HN | Camilla Dalby (DEN)             | 24 år (1988-05-15) | Danmark | Randers HK              |
| | MN | Christina Krogshede (DEN)       | 30 år (1981-11-04) | Danmark | FIF Håndbold            |
| | MS | Marianne Bonde (DEN)            | 28 år (1984-06-25) | Danmark | FIF Håndbold            |
| | VN | Pernille Larsen (DEN)           | 27 år (1984-09-06) | Danmark | Viborg HK               |
| | HN | Line Jørgensen (DEN)            | 22 år (1989-12-31) | Danmark | FC Midtjylland Håndbold |
| | VN | Trine Troelsen (DEN)            | 27 år (1985-05-02) | Danmark | FC Midtjylland Håndbold |
| | VS | Ann Grete Nørgaard (DEN)        | 28 år (1983-09-15) | Danmark | Team Tvis Holstebro     |
| | MN | Berit Kristensen (DEN)          | 28 år (1983-08-02) | Danmark | Randers HK              |
| | VN | Rikke Skov (DEN)                | 31 år (1980-09-07) | Danmark | Viborg HK               |
| | HN | Louise Burgaard (DEN)           | 19 år (1992-10-17) | Danmark | Team Tvis Holstebro     |

Gruppspel
| Lag       | S | V | O | F | GM  | IM  | MS  | P |
| --------- | - | - | - | - | --- | --- | --- | - |
| Frankrike | 5 | 4 | 1 | 0 | 125 | 103 | +22 | 9 |
| Sydkorea  | 5 | 3 | 1 | 1 | 136 | 130 | +6  | 7 |
| Spanien   | 5 | 3 | 1 | 1 | 119 | 114 | +5  | 7 |
| Norge     | 5 | 2 | 1 | 2 | 118 | 120 | −2  | 5 |
| Danmark   | 5 | 1 | 0 | 4 | 113 | 121 | −8  | 2 |
| Sverige   | 5 | 0 | 0 | 5 | 108 | 131 | −23 | 0 |

|       | 28 juli 2012 | Danmark                        | 21 – 18  | Sverige                     | Copper Box, London               |                                  |
| 16:15 | 16:15        | Skov 6, Norgaard 5, Burgaard 3 | (8 – 10) | Gulldén 5, Ågren 2, Boson 2 | Domare: Nikolic, Stojkovic (SRB) | Domare: Nikolic, Stojkovic (SRB) |
| 16:15 | 16:15        |                                |          |                             | Domare: Nikolic, Stojkovic (SRB) | Domare: Nikolic, Stojkovic (SRB) |
| 16:15 | 16:15        |                                |          |                             | Domare: Nikolic, Stojkovic (SRB) | Domare: Nikolic, Stojkovic (SRB) |

|       | 30 juli 2012 | Sydkorea | 25–24 | Danmark | Copper Box, London |  |
| 11:15 |              |          |       |         |                    |  |
|       |              |          |       |         |                    |  |
|       |              |          |       |         |                    |  |

|       | 1 augusti 2012 | Spanien | 24–21 | Danmark | Copper Box, London |  |
| 19:30 |                |         |       |         |                    |  |
|       |                |         |       |         |                    |  |
|       |                |         |       |         |                    |  |

|       | 3 augusti 2012 | Danmark | 23–24 | Norge | Copper Box, London |  |
| 21:15 |                |         |       |       |                    |  |
|       |                |         |       |       |                    |  |
|       |                |         |       |       |                    |  |

|       | 5 augusti 2012 | Danmark | 24–30 | Frankrike | Copper Box, London |  |
| 21:15 |                |         |       |           |                    |  |
|       |                |         |       |           |                    |  |
|       |                |         |       |           |                    |  |

Herrar
| \| \| Pos. \| Namn \| Ålder \| \| Klubb \| \| -- \| ---- \| ------------------------------ \| ------------------ \| \| ---------------------- \| \| 1 \| MV \| Niklas Landin Jacobsen (DEN) \| 23 år (1988-12-19) \| \| Bjerringbro-Silkeborg \| \| 20 \| MV \| Marcus Cleverly (DEN) \| 31 år (1981-06-15) \| \| KS Vive Targi Kielce \| \| 2 \| MN \| Thomas Mogensen (DEN) \| 29 år (1983-01-30) \| \| SG Flensburg-Handewitt \| \| 8 \| MN \| Rasmus Lauge Schmidt (DEN) \| 21 år (1991-06-20) \| \| Bjerringbro-Silkeborg \| \| 10 \| VN \| Nikolaj Markussen (DEN) \| 23 år (1988-08-01) \| \| BM Atlético de Madrid \| \| 11 \| VS \| Anders Eggert Magnussen (DEN) \| 30 år (1982-05-14) \| \| SG Flensburg-Handewitt \| \| 13 \| MN \| Bo Spellerberg (DEN) \| 33 år (1979-07-24) \| \| KIF Kolding \| \| 14 \| MS \| Michael V. Knudsen (DEN) \| 33 år (1978-09-04) \| \| SG Flensburg-Handewitt \| \| 17 \| HS \| Lasse Svan Hansen (DEN) \| 28 år (1983-08-31) \| \| SG Flensburg-Handewitt \| \| 18 \| HS \| Hans Lindberg (DEN) \| 30 år (1981-08-01) \| \| HSV Hamburg \| \| 19 \| MS \| René Toft Hansen (DEN) \| 27 år (1984-11-01) \| \| AG Köpenhamn \| \| 22 \| HN \| Kasper Søndergaard Sarup (DEN) \| 31 år (1981-06-09) \| \| Skjern Håndbold \| \| 24 \| VN \| Mikkel Hansen (DEN) \| 24 år (1987-10-22) \| \| AG Köpenhamn \| \| 26 \| VN \| Kasper Nielsen (DEN) \| 37 år (1975-06-09) \| \| Bjerringbro-Silkeborg \| | Förbundskapten: Ulrik Wilbek                                                                                      |                                |                    |          |                        |
| \| \| Pos. \| Namn \| Ålder \| \| Klubb \| \| -- \| ---- \| ------------------------------ \| ------------------ \| \| ---------------------- \| \| 1 \| MV \| Niklas Landin Jacobsen (DEN) \| 23 år (1988-12-19) \| \| Bjerringbro-Silkeborg \| \| 20 \| MV \| Marcus Cleverly (DEN) \| 31 år (1981-06-15) \| \| KS Vive Targi Kielce \| \| 2 \| MN \| Thomas Mogensen (DEN) \| 29 år (1983-01-30) \| \| SG Flensburg-Handewitt \| \| 8 \| MN \| Rasmus Lauge Schmidt (DEN) \| 21 år (1991-06-20) \| \| Bjerringbro-Silkeborg \| \| 10 \| VN \| Nikolaj Markussen (DEN) \| 23 år (1988-08-01) \| \| BM Atlético de Madrid \| \| 11 \| VS \| Anders Eggert Magnussen (DEN) \| 30 år (1982-05-14) \| \| SG Flensburg-Handewitt \| \| 13 \| MN \| Bo Spellerberg (DEN) \| 33 år (1979-07-24) \| \| KIF Kolding \| \| 14 \| MS \| Michael V. Knudsen (DEN) \| 33 år (1978-09-04) \| \| SG Flensburg-Handewitt \| \| 17 \| HS \| Lasse Svan Hansen (DEN) \| 28 år (1983-08-31) \| \| SG Flensburg-Handewitt \| \| 18 \| HS \| Hans Lindberg (DEN) \| 30 år (1981-08-01) \| \| HSV Hamburg \| \| 19 \| MS \| René Toft Hansen (DEN) \| 27 år (1984-11-01) \| \| AG Köpenhamn \| \| 22 \| HN \| Kasper Søndergaard Sarup (DEN) \| 31 år (1981-06-09) \| \| Skjern Håndbold \| \| 24 \| VN \| Mikkel Hansen (DEN) \| 24 år (1987-10-22) \| \| AG Köpenhamn \| \| 26 \| VN \| Kasper Nielsen (DEN) \| 37 år (1975-06-09) \| \| Bjerringbro-Silkeborg \| | Positioner: MV - Målvakt VS - Vänstersexa VN - Vänsternia MS - Mittsexa MN - Mittnia HS - Högersexa HN - Högernia |                                |                    |          |                        |
| \| \| Pos. \| Namn \| Ålder \| \| Klubb \| \| -- \| ---- \| ------------------------------ \| ------------------ \| \| ---------------------- \| \| 1 \| MV \| Niklas Landin Jacobsen (DEN) \| 23 år (1988-12-19) \| \| Bjerringbro-Silkeborg \| \| 20 \| MV \| Marcus Cleverly (DEN) \| 31 år (1981-06-15) \| \| KS Vive Targi Kielce \| \| 2 \| MN \| Thomas Mogensen (DEN) \| 29 år (1983-01-30) \| \| SG Flensburg-Handewitt \| \| 8 \| MN \| Rasmus Lauge Schmidt (DEN) \| 21 år (1991-06-20) \| \| Bjerringbro-Silkeborg \| \| 10 \| VN \| Nikolaj Markussen (DEN) \| 23 år (1988-08-01) \| \| BM Atlético de Madrid \| \| 11 \| VS \| Anders Eggert Magnussen (DEN) \| 30 år (1982-05-14) \| \| SG Flensburg-Handewitt \| \| 13 \| MN \| Bo Spellerberg (DEN) \| 33 år (1979-07-24) \| \| KIF Kolding \| \| 14 \| MS \| Michael V. Knudsen (DEN) \| 33 år (1978-09-04) \| \| SG Flensburg-Handewitt \| \| 17 \| HS \| Lasse Svan Hansen (DEN) \| 28 år (1983-08-31) \| \| SG Flensburg-Handewitt \| \| 18 \| HS \| Hans Lindberg (DEN) \| 30 år (1981-08-01) \| \| HSV Hamburg \| \| 19 \| MS \| René Toft Hansen (DEN) \| 27 år (1984-11-01) \| \| AG Köpenhamn \| \| 22 \| HN \| Kasper Søndergaard Sarup (DEN) \| 31 år (1981-06-09) \| \| Skjern Håndbold \| \| 24 \| VN \| Mikkel Hansen (DEN) \| 24 år (1987-10-22) \| \| AG Köpenhamn \| \| 26 \| VN \| Kasper Nielsen (DEN) \| 37 år (1975-06-09) \| \| Bjerringbro-Silkeborg \| | Spelarnas åldrar och klubb per 27 juli 2012.                                                                      |                                |                    |          |                        |
| | Pos. | Namn                           | Ålder              |          | Klubb                  |
| 1 | MV | Niklas Landin Jacobsen (DEN)   | 23 år (1988-12-19) | Danmark  | Bjerringbro-Silkeborg  |
| 20 | MV | Marcus Cleverly (DEN)          | 31 år (1981-06-15) | Polen    | KS Vive Targi Kielce   |
| 2 | MN | Thomas Mogensen (DEN)          | 29 år (1983-01-30) | Tyskland | SG Flensburg-Handewitt |
| 8 | MN | Rasmus Lauge Schmidt (DEN)     | 21 år (1991-06-20) | Danmark  | Bjerringbro-Silkeborg  |
| 10 | VN | Nikolaj Markussen (DEN)        | 23 år (1988-08-01) | Spanien  | BM Atlético de Madrid  |
| 11 | VS | Anders Eggert Magnussen (DEN)  | 30 år (1982-05-14) | Tyskland | SG Flensburg-Handewitt |
| 13 | MN | Bo Spellerberg (DEN)           | 33 år (1979-07-24) | Danmark  | KIF Kolding            |
| 14 | MS | Michael V. Knudsen (DEN)       | 33 år (1978-09-04) | Tyskland | SG Flensburg-Handewitt |
| 17 | HS | Lasse Svan Hansen (DEN)        | 28 år (1983-08-31) | Tyskland | SG Flensburg-Handewitt |
| 18 | HS | Hans Lindberg (DEN)            | 30 år (1981-08-01) | Tyskland | HSV Hamburg            |
| 19 | MS | René Toft Hansen (DEN)         | 27 år (1984-11-01) | Danmark  | AG Köpenhamn           |
| 22 | HN | Kasper Søndergaard Sarup (DEN) | 31 år (1981-06-09) | Danmark  | Skjern Håndbold        |
| 24 | VN | Mikkel Hansen (DEN)            | 24 år (1987-10-22) | Danmark  | AG Köpenhamn           |
| 26 | VN | Kasper Nielsen (DEN)           | 37 år (1975-06-09) | Danmark  | Bjerringbro-Silkeborg  |

Gruppspel
| Lag      | S | V | O | F | GM  | IM  | MS  | P  |
| -------- | - | - | - | - | --- | --- | --- | -- |
| Kroatien | 5 | 5 | 0 | 0 | 150 | 109 | +41 | 10 |
| Danmark  | 5 | 4 | 0 | 1 | 124 | 129 | −5  | 8  |
| Spanien  | 5 | 3 | 0 | 2 | 140 | 126 | +14 | 6  |
| Ungern   | 5 | 2 | 0 | 3 | 114 | 128 | −14 | 4  |
| Serbien  | 5 | 1 | 0 | 4 | 120 | 131 | −11 | 2  |
| Sydkorea | 5 | 0 | 0 | 5 | 115 | 140 | −25 | 0  |

|  | 29 juli | Ungern | 25 – 27 | Danmark |  |  |
|  |         |        |         |         |  |  |
|  |         |        |         |         |  |  |

|  | 31 juli | Danmark | 24 – 23 | Spanien | Copper Box, London |  |
|  |         |         |         |         |                    |  |
|  |         |         |         |         |                    |  |

|  | 2 augusti | Serbien | 25 – 26 | Danmark | Copper Box, London |  |
|  |           |         |         |         |                    |  |
|  |           |         |         |         |                    |  |

|  | 4 augusti | Kroatien | 32 – 21 | Danmark | Copper Box, London |  |
|  |           |          |         |         |                    |  |
|  |           |          |         |         |                    |  |

|  | 6 augusti | Danmark | 26 – 24 | Sydkorea | Copper Box, London |  |
|  |           |         |         |          |                    |  |
|  |           |         |         |          |                    |  |

Slutspel
|  | Kvartsfinal | Kvartsfinal | Kvartsfinal |    |          | Semifinal | Semifinal | Semifinal |            |            | Final      | Final    | Final |
|  |             |             |             |    |          |           |           |           |            |            |            |          |       |
|  | A1          | Island      | 33          |    |          |           |           |           |            |            |            |          |       |
|  |             |             | 33          |    |          |           |           |           |            |            |            |          |       |
|  | B4          | Ungern      | 34          |    |          |           |           |           |            |            |            |          |       |
|  | B4          | Ungern      | 34          |    | B4       | Ungern    | 26        |           |            |            |            |          |       |
|  |             |             |             |    | B4       | Ungern    | 26        |           |            |            |            |          |       |
|  |             | A3          | Sverige     | 27 |          |           |           |           |            |            |            |          |       |
|  | A3          | A3          | Sverige     | 27 | Sverige  | 24        |           |           |            |            |            |          |       |
|  | A3          |             |             |    | Sverige  | 24        |           |           |            |            |            |          |       |
|  | B2          | Danmark     | 22          |    |          |           |           |           |            |            |            |          |       |
|  |             |             |             |    |          |           |           |           |            | A3         | Sverige    | 21       |       |
|  |             |             |             |    |          |           |           |           |            | A2         | Frankrike  | 22       |       |
|  | B3          | Spanien     | 22          |    |          |           |           |           |            |            |            |          |       |
|  | B3          | Spanien     | 22          |    |          |           |           |           |            |            |            |          |       |
|  | A2          | Frankrike   | 23          |    |          |           |           |           |            |            |            |          |       |
|  | A2          | Frankrike   | 23          |    | A2       | Frankrike | 25        |           | Bronsmatch | Bronsmatch | Bronsmatch |          |       |
|  |             |             |             |    | A2       | Frankrike | 25        |           | Bronsmatch | Bronsmatch | Bronsmatch |          |       |
|  |             | B1          | Kroatien    | 22 |          |           |           |           |            |            |            |          |       |
|  | B1          | B1          | Kroatien    | 22 | Kroatien | 25        |           | B4        | Ungern     | 26         |            |          |       |
|  | B1          |             |             |    | Kroatien | 25        |           | B4        | Ungern     | 26         |            |          |       |
|  | A4          | Tunisien    | 23          |    |          |           |           |           |            |            | B1         | Kroatien | 33    |
|  |             |             |             |    |          |           |           |           |            |            |            |          |       |

## Kanotsport
Sprint
| Kanotist                                                                 | Gren                | Heat     | Heat      | Semifinal | Semifinal | Final            | Final            |
| Kanotist                                                                 | Gren                | Tid      | Placering | Tid       | Placering | Tid              | Placering        |
| ------------------------------------------------------------------------ | ------------------- | -------- | --------- | --------- | --------- | ---------------- | ---------------- |
| Kasper Bleibach                                                          | Herrarnas K1 200 m  | 36.610   | 3 Q       | 36.667    | 5 FB      | 37.802           | 9                |
| René Holten Poulsen                                                      | Herrarnas K1 1000 m | 3:30.284 | 1 Q       | 3:30.247  | 3 FA      | 3:29.483         | 4                |
| Kim Wraae Knudsen Emil Stær Simensen                                     | Herrarnas K2 1000 m | 3:17.020 | 5 Q       | 3:15.580  | 4 FB      | 3:12.820         | 9                |
| Kasper Bleibach Kim Wraae Knudsen René Holten Poulsen Emil Stær Simensen | Herrarnas K4 1000 m | 3:05.134 | 3 Q       | 2:56.003  | 6 FA      | 2:56.542         | 5                |
| Henriette Engel Hansen                                                   | Damernas K1 200 m   | 42.866   | 4 Q       | 42.821    | 7         | Gick inte vidare | Gick inte vidare |
| Henriette Engel Hansen                                                   | Damernas K1 500 m   | 1:52.650 | 2 Q       | 1:51.929  | 2 FA      | 1:54.110         | 7                |

## Ridsport
Danmark har kvalificerat ett lag och tre individuella kvotplatser genom att ta sjätteplatsen på Dressyr-EM 2011
| Ryttare                       | Häst         | Grand Prix | Grand Prix | Grand Prix Special | Grand Prix Special | Grand Prix Freestyle | Grand Prix Freestyle | Placering |
| Ryttare                       | Häst         | Poäng      | Placering  | Poäng              | Placering          | Poäng                | Placering            | Placering |
| ----------------------------- | ------------ | ---------- | ---------- | ------------------ | ------------------ | -------------------- | -------------------- | --------- |
| Nathalie Zu Sayn-Wittgenstein | Digby        | 74,924     | 13         | 75,73              | 9                  | 79,089               | 12                   | 12        |
| Anna Kasprzak                 | Donnperignon | 75,289     | 12         | 73,794             | 16                 | 76,446               | 18                   | 18        |
| Anne van Olst                 | Clearwater   | 71,322     | 23         | 72,016             | 21                 | Ej kvalificerad      | Ej kvalificerad      | 21        |
| Lisbeth Seierskilde           | Raneur       | 69,863     | 32         | Ej kvalificerad    | Ej kvalificerad    | Ej kvalificerad      | Ej kvalificerad      | 32        |

| Ryttare                                                   | Häst     | Grand Prix | Grand Prix | Grand Prix Special | Grand Prix Special | Placering |
| Ryttare                                                   | Häst     | Poäng      | Placering  | Poäng              | Total poäng        | Placering |
| --------------------------------------------------------- | -------- | ---------- | ---------- | ------------------ | ------------------ | --------- |
| Anne van Olst Anna Kasprzak Nathalie Zu Sayn-Wittgenstein | som ovan | 73,845     | 4          | 73,847             | 73,846             | 4         |

## Rodd
Herrar
| Idrottare                                                   | Gren                        | Heat    | Heat      | Återkval | Återkval  | Kvartsfinal | Kvartsfinal | Semifinal | Semifinal | Final   | Final     | Final |
| Idrottare                                                   | Gren                        | Tid     | Placering | Tid      | Placering | Tid         | Placering   | Tid       | Placering | Tid     | Placering |       |
| ----------------------------------------------------------- | --------------------------- | ------- | --------- | -------- | --------- | ----------- | ----------- | --------- | --------- | ------- | --------- | ----- |
| Henrik Stephansen                                           | Singelsculler               | 6:46,32 | 3 QF      | Bye      | Bye       | 6:55,95     | 4 SC/D      | 7:29,76   | 1 FC      | 7:19,62 | 13        |       |
| Rasmus Quist Mads Rasmussen                                 | Lättvikts-dubbelsculler     | 6:33,11 | 1 SA/B    | Bye      | Bye       | i.u.        | i.u.        | 6:33,25   | 1 FA      | 6:37,17 | 1         |       |
| Jacob Barsøe Eskild Ebbesen Morten Jørgensen Kasper Winther | Lättvikts-fyra utan styrman | 5:55,64 | 3 SA/B    | Bye      | Bye       | i.u.        | i.u.        | 6:03,53   | 1 FA      | 6:03,16 | 3         |       |

Damer
| Idrottare                           | Gren                    | Heat    | Heat      | Återkval | Återkval  | Kvartsfinal | Kvartsfinal | Semifinal | Semifinal | Final   | Final     | Final |
| Idrottare                           | Gren                    | Tid     | Placering | Tid      | Placering | Tid         | Placering   | Tid       | Placering | Tid     | Placering |       |
| ----------------------------------- | ----------------------- | ------- | --------- | -------- | --------- | ----------- | ----------- | --------- | --------- | ------- | --------- | ----- |
| Fie Udby Erichsen                   | Singelsculler           | 7:29,37 | 2 QF      | Bye      | Bye       | 7:38,93     | 1 SA/B      | 7:44,33   | 1 FA      | 7:57,72 | 2         |       |
| Anne Lolk Juliane Elander Rasmussen | Lättvikts-dubbelsculler | 6:59,94 | 2 SA/B    | Bye      | Bye       | i.u.        | i.u.        | 7:10,93   | 2 FA      | 7:15,53 | 4         |       |

## Segling
Herrar
| Seglare                      | Gren      | Lopp | Lopp | Lopp | Lopp | Lopp | Lopp | Lopp | Lopp | Lopp | Lopp | Lopp | Summerad poäng | Finalplacering |
| ---------------------------- | --------- | ---- | ---- | ---- | ---- | ---- | ---- | ---- | ---- | ---- | ---- | ---- | -------------- | -------------- |
| Seglare                      | Gren      | 1    | 2    | 3    | 4    | 5    | 6    | 7    | 8    | 9    | 10   | EL   | Summerad poäng | Finalplacering |
| Sebastian Fleischer          | RS:X      | 18   | 28   | 24   | 23   | 29   | 29   | 29   | 15   | 28   | 26   | EL   | 220            | 29             |
| Thorbjørn Schierup           | Laser     | 36   | 16   | 24   | 8    | 23   | 16   | 5    | 23   | 24   | 18   | EL   | 157            | 19             |
| Jonas Høgh-Christensen       | Finnjolle | 1    | 1    | 2    | 7    | 1    | 2    | 8    | 4    | 5    | 3    | 20   | 46             | 2              |
| Michael Hestbæk Claus Olesen | Starbåt   | 12   | 11   | 13   | 14   | 13   | 7    | 6    | 3    | 14   | 10   | EL   | 89             | 11             |

M = Medaljlopp; EL = Eliminerad – gick inte vidare till medaljloppet;
Damer
| Seglare                    | Gren         | Lopp | Lopp | Lopp | Lopp | Lopp | Lopp | Lopp | Lopp | Lopp | Lopp | Lopp | Summerad poäng | Finalplacering |
| Seglare                    | Gren         | 1    | 2    | 3    | 4    | 5    | 6    | 7    | 8    | 9    | 10   | M    | Summerad poäng | Finalplacering |
| -------------------------- | ------------ | ---- | ---- | ---- | ---- | ---- | ---- | ---- | ---- | ---- | ---- | ---- | -------------- | -------------- |
| Anne-Marie Rindom          | Laser radial | 17   | 19   | 8    | 22   | 12   | 7    | 27   | 23   | 11   | 11   | EL   | 130            | 13             |
| Henriette Koch Lene Sommer | 470          | 5    | 12   | 16   | 10   | 14   | 16   | 15   | 10   | 9    | 15   | EL   | 106            | 16             |

M = Medaljlopp; EL = Eliminerad – gick inte vidare till medaljloppet;
Match racing
| Seglare                                     | Gren         | Inledande omgång | Inledande omgång | Inledande omgång | Inledande omgång | Inledande omgång | Inledande omgång | Inledande omgång | Inledande omgång | Inledande omgång | Inledande omgång | Inledande omgång | Placering | Utslagning       | Utslagning       | Utslagning       | Placering        |
| Seglare                                     | Gren         | Storbritannien   | USA              | Ryssland         | Nya Zeeland      | Nederländerna    | Sverige          | Frankrike        | Finland          | Portugal         | Australien       | Spanien          | Placering | Kvartsfinal      | Semifinal        | Final            | Placering        |
| ------------------------------------------- | ------------ | ---------------- | ---------------- | ---------------- | ---------------- | ---------------- | ---------------- | ---------------- | ---------------- | ---------------- | ---------------- | ---------------- | --------- | ---------------- | ---------------- | ---------------- | ---------------- |
| Susanne Boidin Tina Gramkov Lotte Meldgaard | Match racing | L                | L                | L                | L                | W                | W                | L                | L                | W                | L                | L                | 10        | Gick inte vidare | Gick inte vidare | Gick inte vidare | Gick inte vidare |

Öppen
| Seglare                     | Gren | Lopp | Lopp | Lopp | Lopp | Lopp | Lopp | Lopp | Lopp | Lopp | Lopp | Lopp | Lopp | Lopp | Lopp | Lopp | Lopp | Summerad poäng | Finalplacering |
| Seglare                     | Gren | 1    | 2    | 3    | 4    | 5    | 6    | 7    | 8    | 9    | 10   | 11   | 12   | 13   | 14   | 15   | M    | Summerad poäng | Finalplacering |
| --------------------------- | ---- | ---- | ---- | ---- | ---- | ---- | ---- | ---- | ---- | ---- | ---- | ---- | ---- | ---- | ---- | ---- | ---- | -------------- | -------------- |
| Peter Lang Allan Nørregaard | 49er | 2    | 4    | 14   | 6    | 16   | 15   | 5    | 7    | 13   | 6    | 16   | 4    | 4    | 3    | 9    | 6    | 114            | 3              |

M = Medaljlopp; EL = Eliminerad – gick inte vidare till medaljloppet;

## Simning
Inom simningen finns bestämda kvaltider i individuella grenar på bana, en Olympic Qualifying Time (OQT) vilken garanterar plats i grenen - dock som mest två simmare per nation per distans - och en Olympic Selection Time (OST) vilken inte garanterar deltagande. I lagkapper är de tolv bästa nationerna i varje gren vid världsmästerskapen 2011 kvalificerade. Ytterligare fyra platser per gren fördelas i juni 2012 baserat på uppnådda tider under kvalperioden.
Nedan listas enbart de som uppnått OQT samt de lag som kvalificerat sig. Uppdaterades senast 8 juni 2011.
Två (eller fler) simmare har uppnått OQT
- Ingen

En simmare har uppnått OQT
- 400 meter frisim, herrar - Mads Glæsner
- 1500 meter frisim, herrar - Pál Joensen
- 50 meter frisim, damer - Jeannette Ottesen
- 100 meter frisim, damer - Jeannette Ottesen
- 400 meter frisim, damer - Lotte Friis
- 800 meter frisim, damer - Lotte Friis
- 100 meter bröstsim, damer - Rikke Pedersen
- 200 meter bröstsim, damer - Rikke Pedersen
- 100 meter fjärilsim, damer - Jeannette Ottesen

Lagkapp
Danmark ha kvalificerat sig i dessa lagkapper
- 4x100 meter Frisim, damer
- 4x100 meter Medley, damer

## Skytte
Danmark har kvalificerat fem platser i skyttegrenarna, skyttarna inom parentes säkrade kvotplatserna-
- Skeet, herrar - (Jesper Hansen och Anders Golding)
- 50 meter gevär liggande, herrar - (Kenneth Nielsen)
- 10 meter luftgevär, damer (Stine Nielsen och Anette Jensen)

## Tennis
| Spelare            | Gren      | Omgång 1                         | Omgång 2                        | Åttondelsfinaler            | Kvartsfinaler                | Semifinaler       | Final / BM        | Final / BM       |
| Spelare            | Gren      | Motståndare Poäng                | Motståndare Poäng               | Motståndare Poäng           | Motståndare Poäng            | Motståndare Poäng | Motståndare Poäng | Placering        |
| ------------------ | --------- | -------------------------------- | ------------------------------- | --------------------------- | ---------------------------- | ----------------- | ----------------- | ---------------- |
| Caroline Wozniacki | Damsingel | Keothavong (GBR) W 4–6, 6–3, 6–2 | Wickmayer (BEL) W 6–4, 3–6, 6–3 | Hantuchová (SVK) W 6–4, 6–2 | S. Williams (USA) L 0–6, 3–6 | Gick inte vidare  | Gick inte vidare  | Gick inte vidare |

## Triathlon
| Triathlet         | Gren               | Simning (1,5 km) | Trans 1 | Cykling (40 km) | Trans 2 | Löpning (10 km) | Total tid | Placering |
| ----------------- | ------------------ | ---------------- | ------- | --------------- | ------- | --------------- | --------- | --------- |
| Helle Frederiksen | Damernas triathlon | 19:31            | 0:45    | 1:07:11         | 0:33    | 35:10           | 2:03:10   | 27        |
| Line Jensen       | Damernas triathlon | 18:21            | 0:43    | 1:06:34         | 0:32    | 36:37           | 2:02:47   | 23        |